# Clinopodium javanicum
Clinopodium javanicum — вид квіткових рослин з родини глухокропивових (Lamiaceae).

## Поширення
Росте в Гімалаях, Шрі-Ланці, південно-східній Азії і до Нової Гвінеї (Індія, Непал, М'янма, Шрі-Ланка, Бангладеш, Китай, Нова Гвінея, Філіппіни, Індонезія, Малайзія, Тайвань).